# Stéphane Fouassin
Stéphane Fouassin, né le 17 octobre 1960, est un homme politique français, membre de Force européenne démocrate (FED).
De 1998 à 2023, il est maire de la commune de Salazie et est élu sénateur de La Réunion en 2023.